# PRIDE.8
PRIDE.8（プライド・エイト）は、日本の総合格闘技イベント「PRIDE」の大会の一つ。1999年11月21日、東京都江東区の有明コロシアムで開催された。

## 大会概要
メインイベントでは桜庭和志がホイラー・グレイシーと対戦し、チキンウィングアームロックで見込み一本勝ちを収めた。ホイラーは「タップしていない」と抗議するも、裁定は覆らなかった。桜庭は試合後のリング上で「次はお兄さん、僕と勝負してください」とヒクソン・グレイシーへの挑戦を口にした。

## 試合結果
第1試合 PRIDEルール 10分2R
○  ヴァンダレイ・シウバ vs.  松井大二郎 ×
2R終了 判定6-0
第2試合 PRIDEルール 10分2R
○  フランク・トリッグ vs.  ファビアノ・イハ ×
1R 5:00 TKO（レフェリーストップ：スタンドパンチ連打）
第3試合 PRIDEルール 10分2R
○  アラン・ゴエス vs.  カール・マレンコ ×
1R 9:16 肩固め
第4試合 PRIDEルール 10分2R
○  マーク・コールマン vs.  ヒカルド・モラエス ×
2R終了 判定4-0
第5試合 PRIDEルール 10分2R
○  トム・エリクソン vs.  ゲーリー・グッドリッジ ×
2R終了 判定5-0
第6試合 PRIDEルール 10分2R
○  イゴール・ボブチャンチン vs.  フランシスコ・ブエノ ×
1R 1:23 KO（スタンドパンチ連打）
第7試合 PRIDEルール 10分2R
○  ヘンゾ・グレイシー vs.  アレクサンダー大塚 ×
2R終了 判定5-0
第8試合 PRIDE特別ルール 15分2R
○  桜庭和志 vs.  ホイラー・グレイシー ×
2R 13:16 TKO（レフェリーストップ：チキンウィングアームロック）